# Liste der kanadischen Botschafter in der Sowjetunion und Russland

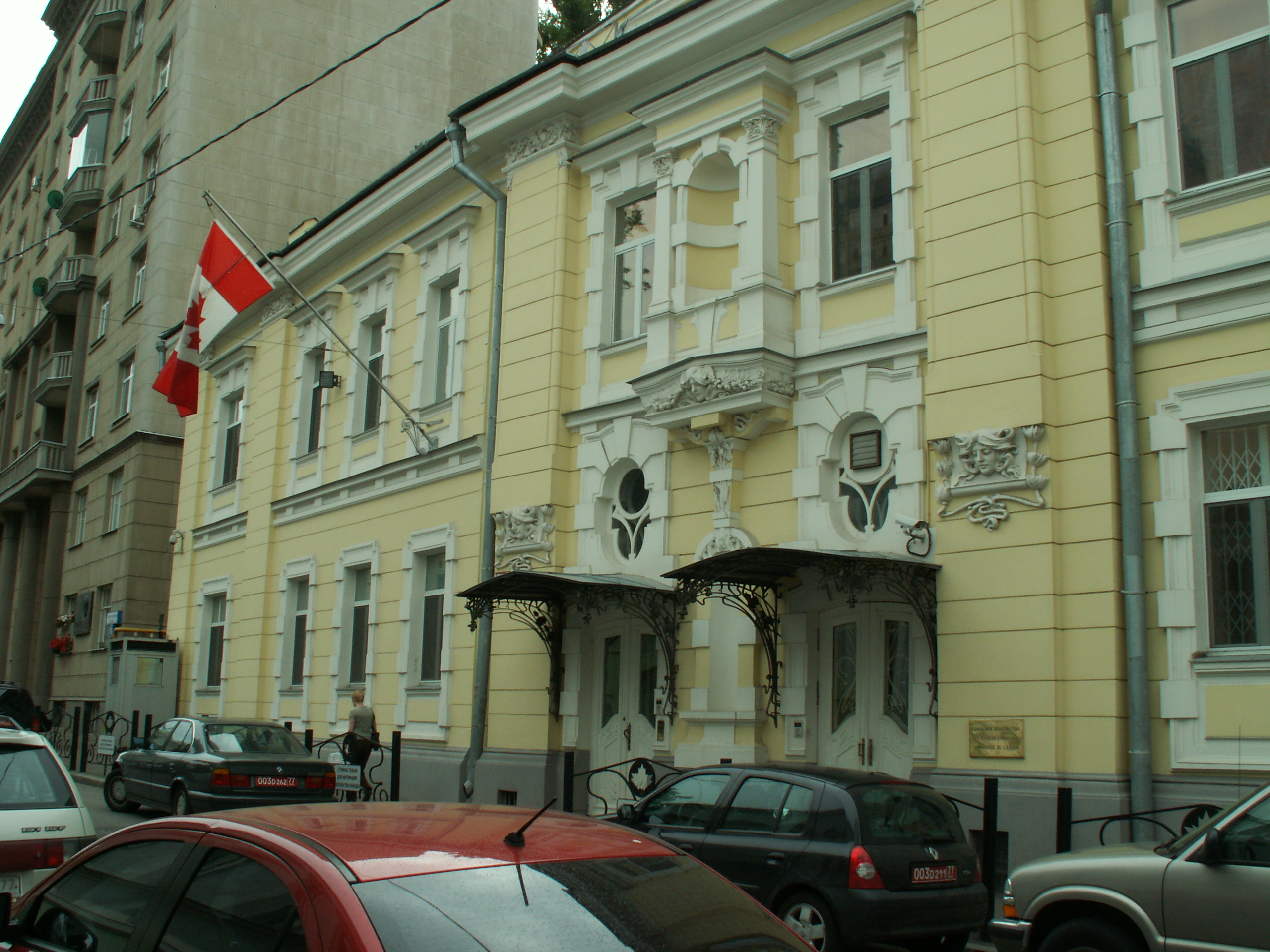
Kanadische Botschaft: Староконюшенный переулок, 23, Moskau

Dies ist eine Liste der kanadischen Gesandten und Botschafter in der Sowjetunion und Russland.

## Liste
| Ernennung Akkreditierung | Name                            | Bemerkungen                     | ernannt von                 | akkreditiert bei der Regierung     | Posten verlassen |
| ------------------------ | ------------------------------- | ------------------------------- | --------------------------- | ---------------------------------- | ---------------- |
| 1942/10/05               | Leolyn Dana Wilgress            | ab 29. Februar 1944 Botschafter | William Lyon Mackenzie King | Josef Stalin                       | 1947/03/00       |
| 1945/04/00               | Léon Mayrand                    | Geschäftsträger                 | William Lyon Mackenzie King | Josef Stalin                       | 1947/11/04       |
| 1947/04/08               | Robert Arthur Douglass Ford     | Geschäftsträger                 | William Lyon Mackenzie King | Josef Stalin                       | 1948/08/31       |
| 1947/11/04               | John Wendell Holmes             | Geschäftsträger                 | William Lyon Mackenzie King | Josef Stalin                       | 1951/02/15       |
| 1948/09/01               | John Benjamin Clark Watkins     | Geschäftsträger                 | Louis Saint-Laurent         | Josef Stalin                       | 1954/04/12       |
| 1951/02/15               | Robert Arthur Douglass Ford     | Geschäftsträger                 | Louis Saint-Laurent         | Josef Stalin                       | 1956/04/15       |
| 1954/01/14               | John Benjamin Clark Watkins     |                                 | Louis Saint-Laurent         | Georgi Maximilianowitsch Malenkow  |                  |
| 1956/04/04               | David Moffat Johnson            |                                 | Louis Saint-Laurent         | Nikolai Alexandrowitsch Bulganin   | 1963/08/30       |
| 1960/10/14               | Arnold Smith                    |                                 | John Diefenbaker            | Nikita Sergejewitsch Chruschtschow | 1963             |
| 1964/01/10               | Robert Arthur Douglass Ford     |                                 | Lester Pearson              | Leonid Iljitsch Breschnew          |                  |
| 1980/07/10               | Geoffrey Arthur Holland Pearson |                                 | Pierre Trudeau              | Leonid Iljitsch Breschnew          |                  |
| 1983/10/13               | Peter McLaren Roberts           |                                 | Pierre Trudeau              | Juri Wladimirowitsch Andropow      | 1990/00/00       |
| 1985/12/05               | Vernon George Turner            |                                 | Brian Mulroney              | Andrei Andrejewitsch Gromyko       | 1992/12/19       |
| 1990/00/00               | Michael Richard Bell            |                                 | Brian Mulroney              | Michail Sergejewitsch Gorbatschow  |                  |
| 1992/08/27               | Jeremy K.B. Kinsman             |                                 | Brian Mulroney              | Boris Nikolajewitsch Jelzin        |                  |
| 1996/09/26               | Anne Leahy                      |                                 | Jean Chrétien               | Boris Nikolajewitsch Jelzin        |                  |
| 1999/08/11               | Rodney Irwin                    |                                 | Jean Chrétien               | Wladimir Wladimirowitsch Putin     | 2003/08/01       |
| 2003/07/15               | Christopher William Westdal     |                                 | Paul Martin                 | Wladimir Wladimirowitsch Putin     | 2006/08/00       |
| 2006/11/16               | Ralph Lysyshyn                  |                                 | Paul Martin                 | Wladimir Wladimirowitsch Putin     |                  |